# Nicolai Biograf og Café
Nicolai Biograf og Café er en art cinema-biograf ud mod Blæsbjerggade, ved siden af Kolding Stadsarkiv i kulturkomplekset Nicolai i Kolding.
Biografen drives af foreningen FILM6000, der blev oprettet i 1999, og i 2002 opnåede 'art cinema'-støtte fra Det Danske Filminstitut. I 2005 flyttede foreningen ud af Det Lille Teater i Klostergården og om til de nye lokaler i Nicolai-komplekset.
Biografen har to sale med hhv. 81 og 48 pladser.